# Bernice Johnson Reagon
Bernice Johnson Reagon, nascida Bernice Johnson (Condado de Dougherty, 4 de outubro de 1942 – Washington, D.C., 16 de julho de 2024) foi uma líder musical, compositora, acadêmica e ativista social que, no início dos anos 1960, foi membro fundador dos Cantores da Liberdade do Comitê de Coordenação Estudantil Não-Violenta (em inglês: SNCC) no Movimento Albany no estado da Geórgia. Em 1973, fundou o conjunto feminino a cappella, intitulado "Sweet Honey in the Rock", com sede em Washington, D.C. Reagon, junto com outros membros do SNCC Freedom Singers, percebeu o poder do canto coletivo para unificar os grupos díspares que começaram a trabalhar juntos nos protestos do Freedom Summer de 1964 na Região Sul.
"Depois de uma música", lembrou Reagon, "as diferenças entre nós não eram tão grandes. De alguma forma, fazer uma música exigia uma expressão daquilo que era comum a todos nós (...) Essa música era como um instrumento, como segurar uma ferramenta na mão."
O Movimento Albany Singing tornou-se um catalisador vital para a mudança através da música nos protestos do início dos anos 1960 da era dos Direitos Civis. Reagon dedicou sua vida à justiça social por meio da música por meio de gravações, ativismo, canto comunitário e bolsa de estudos.
Ela obteve seu PhD da Universidade Howard, tornando-se uma historiador cultural, centrado no papel da música, e é um membro emérito do corpo docente do Departamento de História da American University. Ela também foi bolsista residente na Universidade Stanford  e recebeu um doutorado honorário em música da Berklee College of Music.

## Primeiros anos e educação
Bernice Johnson era filha de Beatrice e JJ Johnson, um ministro batista. Nasceu e foi criada no sudoeste da Geórgia, onde a igreja e a escola eram parte integrante de sua vida, com a música fortemente entrelaçada em ambos os ambientes. Reagon começou a frequentar a escola aos três anos de idade, quando seu professor pediu que ela fosse mais cedo, e ela passou no primeiro ano. Na época ela estava na 4.ª, 5.ª e 6.ª séries, ela foi chamada para dar aulas particulares aos alunos da 1.ª, 2.ª e 3.ª, e ela afirma que era porque havia apenas um professor. Ela entrou no Albany State College em 1959 (desde julho de 1996 na Universidade Estadual Albany), onde começou seus estudos de música. Além disso, também se tornou ativa no capítulo local para Associação Nacional para o Progresso de Pessoas de Cor e depois no SNCC. Depois de ser expulsa do estado de Albany por causa de uma prisão como ativista, ela frequentou o Spelman College por um breve período.
Posteriormente, ela voltou para Spelman para concluir sua graduação em 1970. Ela recebeu uma bolsa da Fundação Ford para fazer pós-graduação na Universidade Howard, onde obteve o título de grau PhD em 1975.

## Carreira

### Como ativista
A primeira manifestação de Reagon foi em protesto contra a prisão de Bertha Gober e Blanton Hall, organizada pelo SNCC junto com a prisão inicial dos dois indivíduos, pois planejavam ser presos em uma discussão durante uma reunião do SNCC. Reagon foi uma participante ativa no Movimento dos Direitos Civis da década de 1960. Ela era membro do The Freedom Singers, organizado pelo Student Nonviolent Coordinating Committee (abreviado do inglês: SNCC), para o qual também atuou como secretária de campo. Reagon explica seu primeiro encontro com o SNCC como uma confusão, pois não entendia o nome, nem sua organização, mas afirma ter entendido que eram por liberdade e tempo integral. Os Freedom Singers foram organizados por Cordell Reagon em 1962. O grupo foi o primeiro dos cantores dos direitos civis a viajar nacionalmente. Os cantores perceberam que cantar ajudava a fornecer uma saída e unificador para os manifestantes que lutavam contra o comportamento da multidão e a brutalidade policial. Graças a seus papéis no SNCC e no Freedom Singers, Reagon se tornou uma líder musical altamente respeitada durante o Movimento dos Direitos Civis.
O ativista James Forman, posteriormente, disse: "Lembro-me de ver você erguer sua linda cabeça negra, ficar de pé, seus lábios tremendo enquanto as palavras melodiosas 'Sobre minha cabeça, vejo liberdade no ar' surgiram com urgência e dor. que trouxe um sentimento de intensa renovação e compromisso de libertação. E quando veio a chamada para protestar contra as prisões, você estava na frente. Você liderou a linha. Seus pés batem no chão sujo com uma certeza de direção. Você caminhou orgulhosamente cantando 'esta pequena luz minha', e as pessoas ecoaram, 'brilhe, brilhe, brilhe'".

### Como acadêmica
Em 1974, Reagon foi nomeada historiadora cultural em história da música no Smithsonian Institution, onde dirigiu um programa chamado Black American Culture em 1976, e, mais tarde, foi curadora de história da música para o Museu Nacional de História Americana. Ida Jones, da Smithsonian Institution, declarou em nome do trabalho inicial de Reagon no museu: "A Dr. Reagon coletou fotografias, partituras e outras fontes primárias e secundárias que narram o desenvolvimento da tradição da música sacra afro-americana desde seu nascimento durante o período da escravidão até a criação de concertos espirituais, gospel música, jazz e a performance da canção de protesto no século seguinte à Emancipação." Em 1989, ela foi premiada com uma MacArthur Fellowship. Depois que Reagon concluiu suas atividades em 1993, ela continuou a trabalhar em canções de protesto afro-americanas como curadora emérita.
Ela ocupou o cargo de Distinguished Professor of History na American University (AU) em Washington D.C. de 1993 a 2003. Desde então, Reagon foi nomeada Professora Emérita de História da AU e detém o título de Curadora Emérita do Smithsonian.

### Na música
Reagon afirmou que cresceu em uma igreja sem piano, então sua música inicial foi a cappella e seus primeiros instrumentos foram as mãos e os pés, e ela explica: "essa é a única maneira de lidar confortavelmente com a criação de música". Quando Reagon fala sobre sua criação na cultura musical, ela explica que até mesmo sua educação inicial foi fortemente envolvida com a música, não apenas com a igreja. Reagon diz que sua professora levava os alunos para fora para jogar jogos que envolviam cantar com as mãos e os pés, bem como com a voz. Também houve competições entre os alunos, e Reagon conquistou o primeiro lugar quando criança ao concorrer contra os alunos mais velhos recitando Langston Hughes, "I've Known Rivers". Reagon é especialista em história oral afro-americana, performance e tradições de protesto. Ela atuou como consultora musical, produtora, compositora e intérprete em vários projetos de filmes premiados, notadamente produções da rede de televisão PBS, como Eyes on the Prize (1987) (no qual ela também apareceu) e The Civil War (1990). Reagon também foi destaque em um filme, "We Shall Overcome" que tratava da música e sua colocação no movimento, sendo produzido pela Ginger Records e feito por Henry Hampton, o mesmo criador de Eyes on The Prize. Reagon afirmou: "Atualmente, venho como um 'conversor de canções', alguém que equilibra conversa e música na criação de uma conversa ao vivo com aqueles que se reúnem ao som da minha voz." Reagon afirmou: "Atualmente, venho como um 'conversor de canções', alguém que equilibra conversa e música na criação de uma conversa ao vivo com aqueles que se reúnem ao som da minha voz."
Reagon se juntou a seu primeiro e único coro gospel quando ela tinha onze anos, que foi organizado por sua irmã na Igreja Batista Mont Early. Ela e o coro ouviam a estação de rádio local WGPC para aprender o evangelho negro para o coro recitar. Quando criança, os Five Blind Guys eram seu quarteto favorito. Reagon afirma que seus modelos em termos de música são Harriet Tubman, Sojourner Truth e Bessie Jones, porque eles ajudaram sua compreensão do canto tradicional e da luta por justiça. Ela também vê o diácono Reardon como importante para seu trabalho como historiadora que estuda as tradições sagradas de adoração afro-americanas e afirma que ele impactou seu desenvolvimento espiritual e musical.
Reagon gravou vários álbuns pela Folkways Records, incluindo Folk Songs: The South, Wade in the Water, and Lest We Forget, Vol. 3: Sing for Freedom.

## Honrarias
- Em 1991, Reagon recebeu o prêmio Candace da National Coalition of 100 Black Women;[24]
- Em 1996, Reagon ganhou o Prêmio Isadora Duncan;[18]
- Outros prêmios notáveis incluem o 9º Prêmio Anual Heinz em Artes e Humanidades concedido em 2003.[25]

## Vida pessoal
Em 1963, casou-se com Cordell Reagon, outro membro do The Freedom Singers. A filha deles, Toshi Reagon, também é cantora e compositora.
Reagon acreditava que "os desafios da vida não devem paralisá-lo, eles devem ajudá-lo a descobrir quem você é". Ela acreditava que os negros criaram seu próprio mundo. Os afro-americanos tiveram que usar qualquer território à sua disposição para criar um povo. E aquele território não era terra, era cultura. Ela também disse que muito foi feito porque a cultura negra era a única coisa que os negros podiam chamar de sua. Foi por isso que ela sente que a cultura negra foi a mais poderosa do mundo.
Reagon morreu no dia 16 de julho de 2024, aos 81 anos.